# Рабель, Даниэль

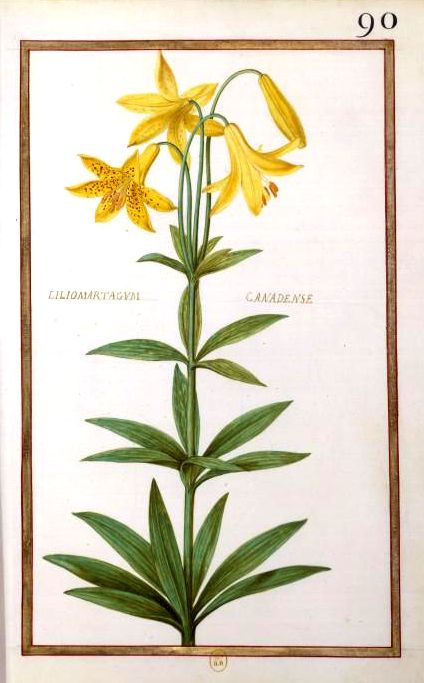
Лилия кудреватая из «Theatrum florae» (1624)

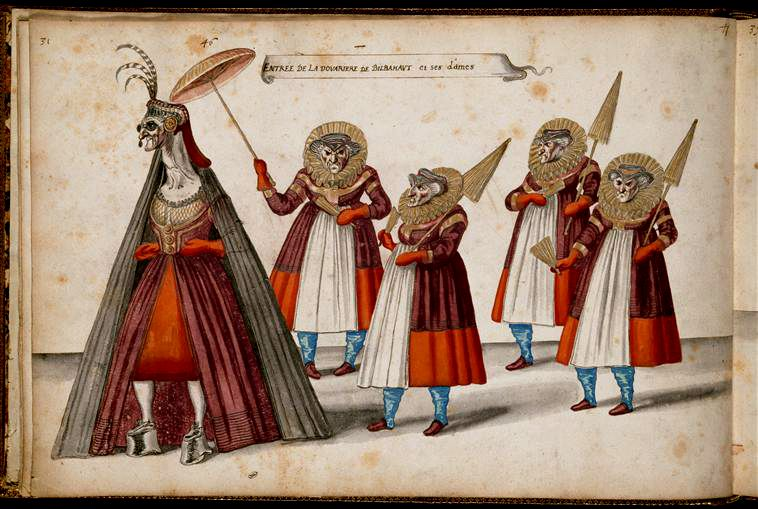
«Ballet de la Douairière de Billebahaut»
«Entrée de la Douairière et de ses dames»

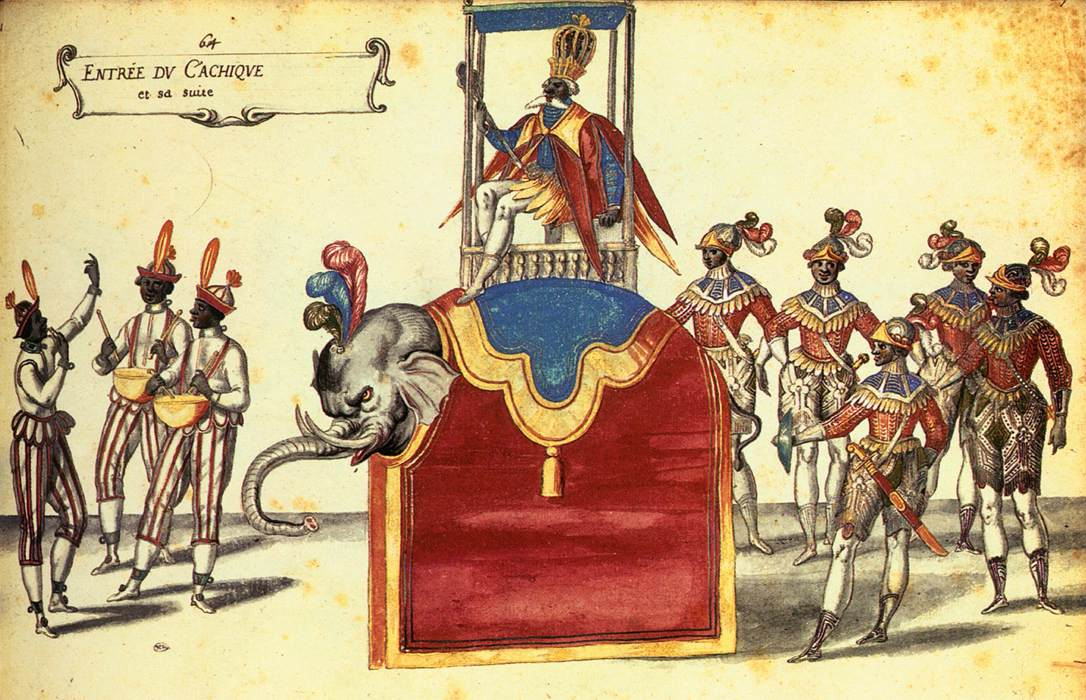
«Ballet de la Douairière de Billebahaut». 1626 г.

Даниэль Рабель (фр. Daniel Rabel; 1578 — 3 января 1637, Париж) — французский живописец, гравёр, рисовальщик, дизайнер, миниатюрист, ботаник и иллюстратор естественной истории, инженер эпохи Возрождения.

## Биография
Сын придворного художника короля Франции Генриха III.
Впервые обратил на себя внимание как талантливый портретист Марии Медичи, второй жены короля Генриха IV.
Около 1612 года стал художником при дворе Карла Гонзага I, герцога де Невера (впоследствии герцога Мантуи), и учителем рисования у его детей.
В 1618 году переехал в Сен-Жермен-де-Пре (Париж) и был назначен директором инженерных фортификационных укреплений в исторических провинциях Бри и Шампань, а в 1625 году стал придворным королевским инженером.
С 1631 был назначен придворным художником Гастона Орлеанского, младшего сына короля Франции Генриха IV Бурбона и Марии Медичи.
По заданию Людовика XIII отправился в Париж, чтобы написать портрет его невесты Анны Австрийской.
Кардинал Мазарини сослал его в Блуа, где Рабель основал первый в провинции ботанический сад, завёз и высадил многие виды растений с Антильских островов.

## Творчество
С 1610 года занимался проектированием костюмов для балетов-бурлесков, выполненных в акварельной технике (ныне в коллекциях Лувра, Национальной библиотеки Парижа). С 1617 до своей смерти в 1637 году Рабель был официальным сценографом придворных театров и балетов.
Автор ряда пейзажей маслом, а также картин с изображением сцен охоты.
В 1622 году впервые опубликовал в Париже (последующие издания в 1627 и 1633) альбом «Theatrum Florae», содержащий высоко реалистичные иллюминации гуашью ботанических коллекций из 69 самых ярких растений, доступных в то время.
Кроме того, он создал несколько работ по картографии лунной поверхности для астронома Николя-Клода Фабри де Пейреска (Национальная библиотека, Париж).
Им проиллюстрированы книги: 350 пластин по его рисункам были выгравированы Мишелем Ласне, Клодом Давидом и Исааком Брио II. Рабель сам создал более 230 офортов, чьи утончённость и точность напоминают стиль Антонио Темпеста и Жака Калло. Они включают в себя картуши, пейзажи, натюрморты с цветами, жанровые сцены.

## Избранные публикации и иллюстрации
- Cent fleurs et insectes
- Livre de differants desseings de parterres 1600—1640
- Theatrum florae 1627
- Cartouches de diferentes inuentions tres utilles a plussieurs sortes de personnes 1632
- E. T. Hamy, Jean Le Roy de la Boissière et Daniel Rabel, peintres d’histoire naturelle du commencement du XVIIe siècle … Editor: Paris, Masson et cie
- Léo R. Schidlof, La Miniature en Europe, Graz, Akademiche Druck Verlagsanstalt, 1964, vol. II (M-Z).